# Corps des Sapeurs-Pompiers de Monaco
Il Corps des Sapeurs-Pompiers de Monaco sono un corpo militare del Principato di Monaco, istituito nel 1909 dal principe Alberto I.
I compiti d'istituto del corpo sono la salvaguardia delle persone, degli animali e dei beni sia attraverso la prevenzione che attraverso il soccorso tecnico urgente nei casi di emergenza, con operazioni antincendio, di primo soccorso, protezione civile e di difesa N.B.C.
Il motto dei vigili del fuoco monegaschi è: courage, devouement, sacrifice che significa "Coraggio, Devozione, Sacrificio".

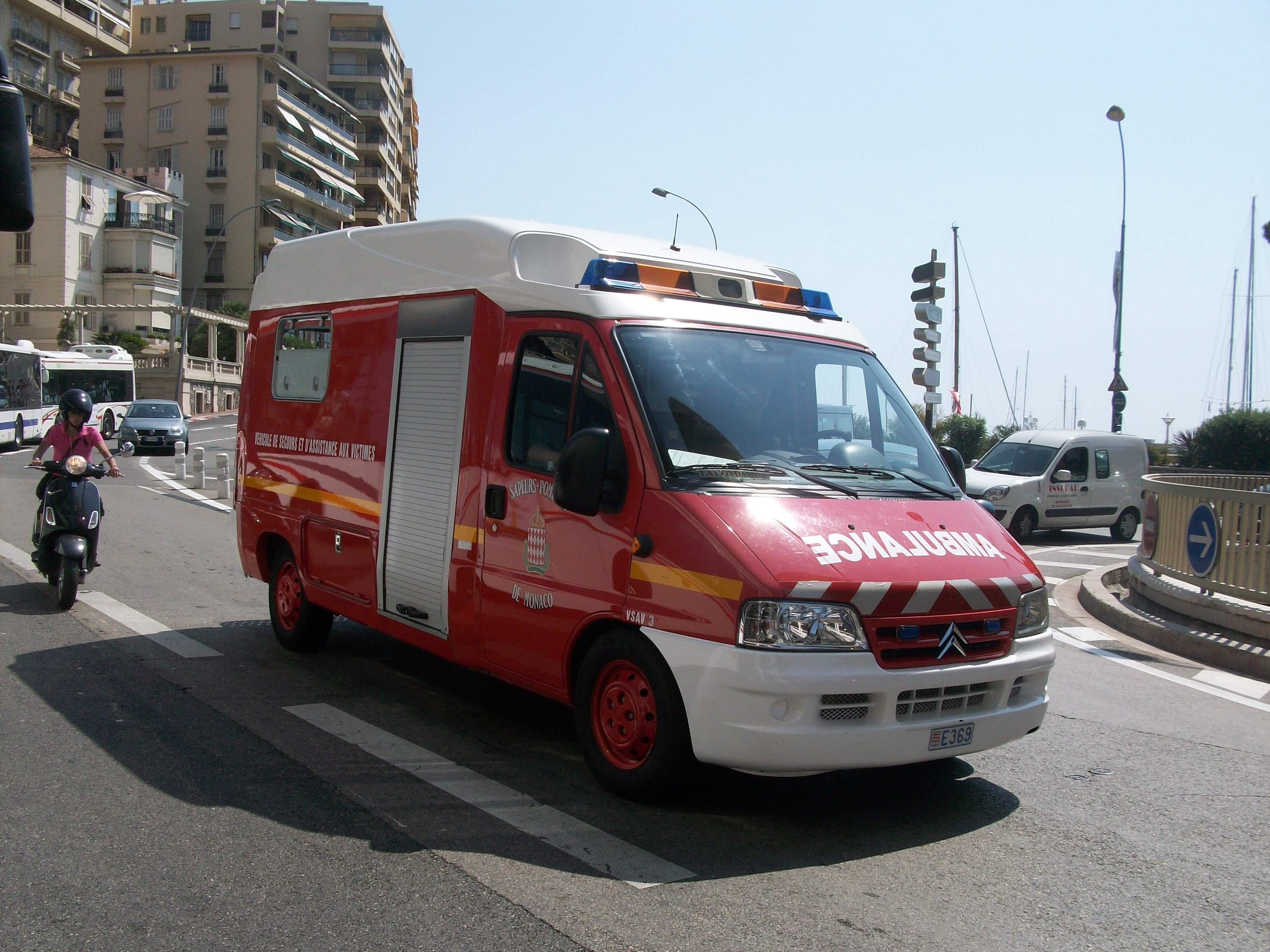
Citroën Jumper dei vigli del fuoco monegaschi.

## Storia
Le radici del Corps des Sapeurs-Pompiers de Monaco sono nella Milizia Nazionale fondata con ordinanza dell'8 aprile 1865 dal principe Carlo III che aveva una sezione antincendio composta da 24 uomini. La Milizia Nazionale venne sciolta con ordinanza dello stesso Carlo III il 10 giugno 1870.
Con lo scioglimento della Milizia i compiti antincendio nel piccolo Principato passarono alla Guardia del Principe dall'11 giugno 1870 che aveva una sezione antincendio composta da 25 uomini. 
I compiti antincendio il 5 maggio 1881 passarono alla Compagnia Mista con ordinanza sempre del principe Carlo III, la Compagnia Mista era composta da 49 uomini e aveva quattro caserme nel Principato (Monaco, Condamine, Saint Michel e Casinò), la Compagnia Mista fu il vero embrione dei vigli del fuoco monegaschi. Dai 48 membri iniziali nel 1902 la Compagnia Mista arrivò a contare 100 uomini.
Con ordinanza del 19 giugno 1909 il principe Alberto I fondò i vigli monegaschi.
Sulla base dell'accordo bilaterale di mutua assistenza firmato tra il Principato di Monaco e la Francia nel 1970 il corpo svolge assistenza oltre che nel Principato di Monaco anche nei comuni francesi limitrofi (Cap d'Ail, Beausoleil, La Turbie e una parte di Roccabruna).
Al 2014 il corpo è composto da 101 uomini di cui 69 nella caserma principale di Monaco Vecchia e 32 nella seconda caserma di Fontvielle.

## Personale
Il candidato a diventare vigile del fuoco monegasco deve essere di sesso maschile, celibe, con un'età compresa tra i 19 e i 27 anni e deve aver svolto servizio militare di almeno un mese oppure servizio militare nelle Forze armate francesi.

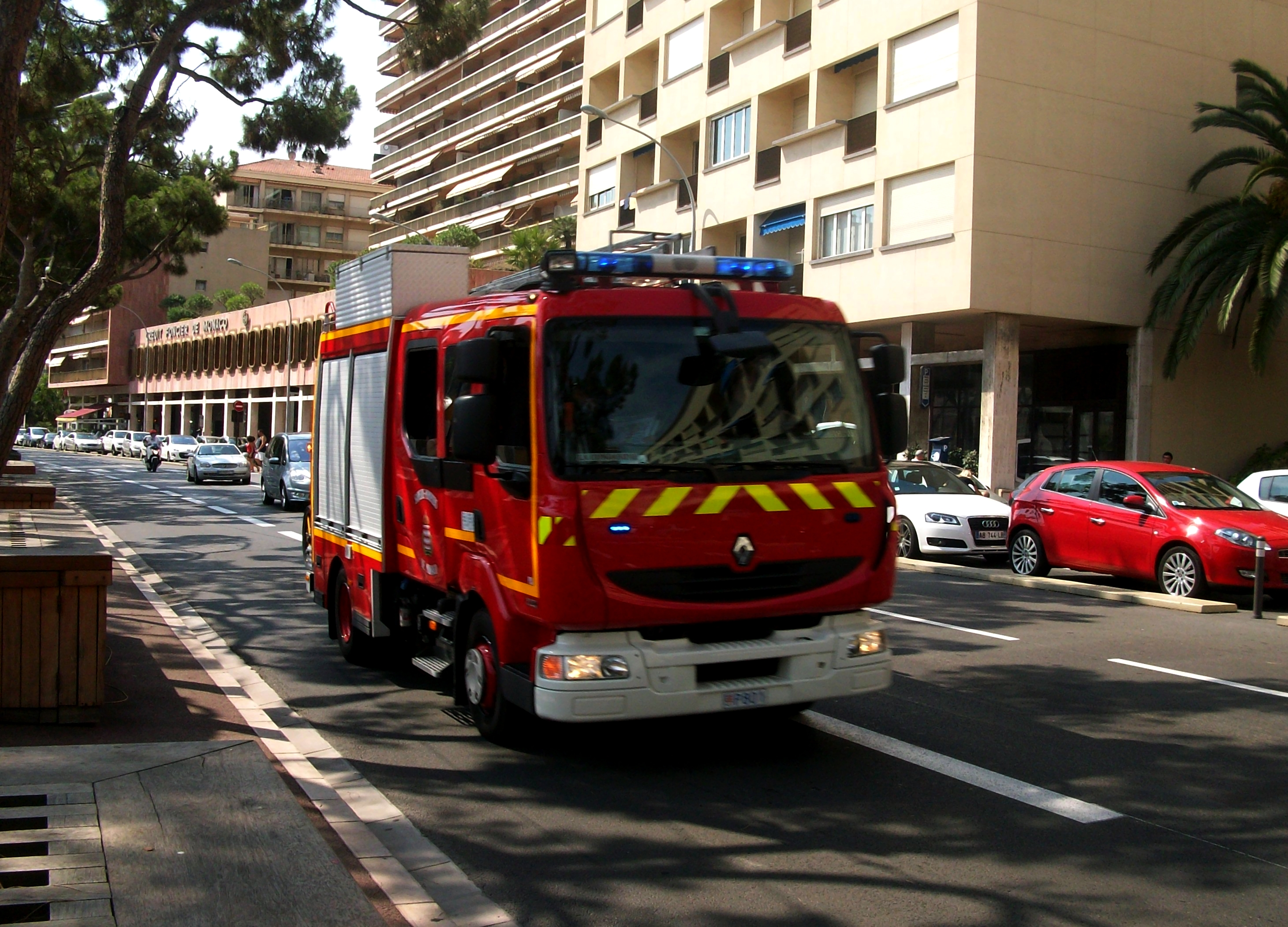
Furgone antincendio Renault Midlum dei vigli del fuoco monegaschi.

## Mezzi
Quasi tutti i mezzi sono di produzione Renault o Renault Trucks, tra i mezzi speciali ci sono i veicoli speciali adatti ad intervenire durante il Circuito di Monte Carlo, tracciato cittadino utilizzato dal 1929 e tuttora utilizzato da Formula 1, GP2 e Formula E.